# 河野正
河野 正（かわの ただし、1914年1月1日 - 2007年9月1日）は、日本の政治家。元衆議院議員（8期）。

## 概要
福岡県出身。1931年旧制福岡県立福岡中学校(現・福岡県立福岡高等学校)卒業。
九州医専（現久留米大学医学部）卒業。
九州大学解剖学助教授を経て昭和21年（1946年）福岡県篠栗町で診療所開業。同26年（1951年）医療法人済世会設立。
福岡県議会議員となった後、衆議院選に日本社会党から旧福岡1区において、1955年に初当選。
その後、計8期(22年間)議員職を全うした。1990年に政界を引退。
国政では自身の医療体験を生かし、主に社会保障政策に取り組んだ。
また、佐藤栄作元総理に地元福岡県太宰府の名産である梅ヶ枝餅を送り届けたり、橋本龍太郎元総理と共にニューギニア島に戦没者の遺骨の収集に行くなど、他党の議員とも深い交流があった。

## 親族
- 長男 河野正美 （精神科医師、衆議院議員）
- 岳父 横山静雄 （陸軍中将）